# Ampicil·lina
L'ampicil·lina és un antibiòtic β-lactàmic que ha estat extensament utilitzat per tractar infeccions bacterianes des de l'any 1961.
Com tots els antibiòtics β-lactàmics, l'ampicil·lina és capaç de penetrar bacteris gram positius i alguns gram negatius i anaerobis. Inhibeix la síntesi de la paret cel·lular del bacteri en les seves últimes dues etapes (3 i 4), unint-se a les PBP (proteïnes fixadores de penicil·lines), el que porta a la destrucció de la paret i lisis cel·lular. És un dels antibiòtics més comuns utilitzats en el mercat.